# Bugatti Aérolithe
Pour les articles homonymes, voir Bugatti (homonymie), Bugatti Type 57 et Aérolithe.
La Bugatti Aérolithe ou Bugatti Type 57 Aérolithe est un prototype concept-car de voiture de sport de 1935, du constructeur automobile Bugatti, à base de châssis-moteur Bugatti Type 57, conçue par Jean Bugatti (1909-1939). Le nom Aérolithe est un synonyme désuet de météore, météoroïde, bolide.
Ce prototype, perdu depuis 1939, est décliné en série de 4 Bugatti Type 57 Atlantic, et de 17 Bugatti Type 57 Atalante. La première des 4 Bugatti Type 57SC Atlantic de 1936 de Jean Bugatti, est adjugée au prix record mondial historique de plus de 30 millions de dollars en 2010 à la Collection Peter Mullin (une des voitures de collection les plus chères de l'histoire de l'automobile).

## Historique
Jean Bugatti (patron héritier de Bugatti) conçoit en 1935 ses Bugatti Type 57 à moteur 8 cylindres en ligne DACT compressé, déclinées en de multiples carrosseries (ultime création emblématique et mythique d'élite, de puissance, de record de vitesse, de luxe, de prix, et d'excellence mécanique de la marque, et de l'automobile de sport de luxe mondiale des années 1930, victorieuses en particulier des Rallye des Alpes françaises 1935, Grand Prix automobile de France 1936, 24 Heures du Mans 1937, et 24 Heures du Mans 1939...).

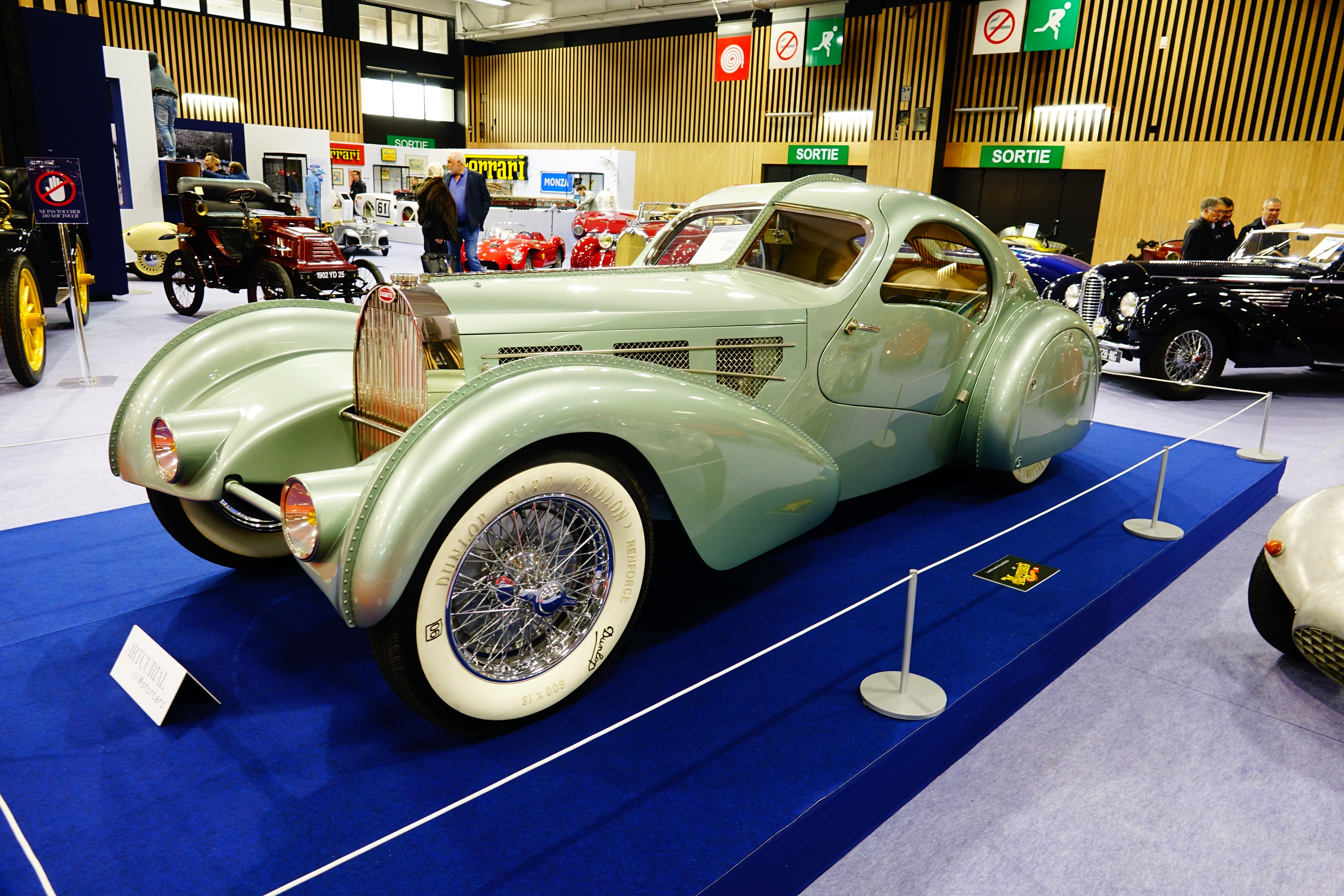
Modèle reconstitué du Rétromobile 2022
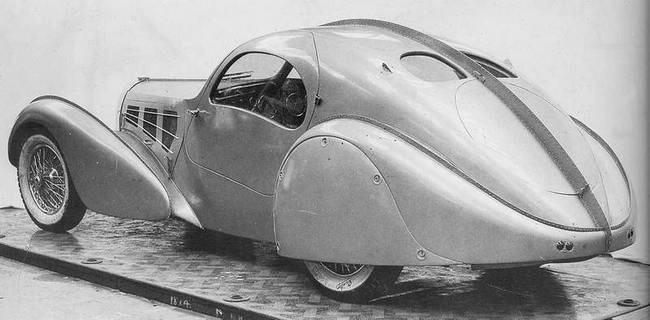
Bugatti Aérolithe de 1935

Il crée entre autres cette carrosserie au design original, sur un châssis-moteur Bugatti Type 57 no 57331, étude stylistique et aérodynamique au design et matériaux avant-gardistes, inspiré de science-fiction et du mouvement artistique Streamline Moderne Art déco très en vogue d'alors, initié par son grand père Carlo Bugatti. 

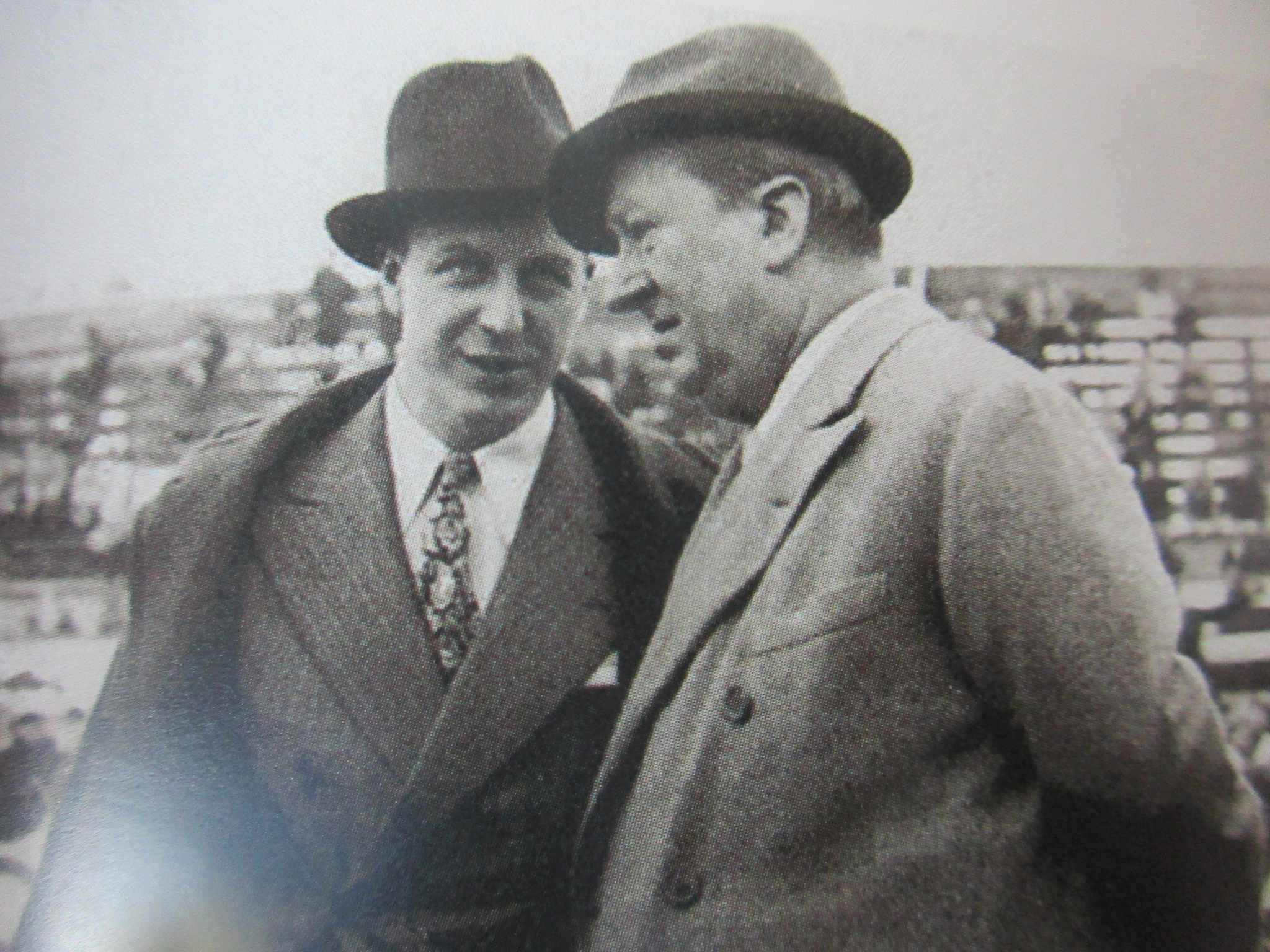
Ettore Bugatti et son fils Jean Bugatti en 1930
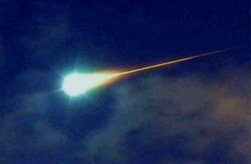
Bolide spatial (météoroïde)

L'Aérolithe est présentée en 1935 aux salon de l'automobile de Paris et salon de l'automobile de Londres, sous le nom de « Type 57 Coupé Spécial » avec un succès médiatique mondial retentissant. La carrosserie est fabriquée en Elektron (variante des Bugatti en aluminium, matériaux de pointe de l'époque en alliage d'aluminium et de magnésium très solide et très léger, mais hautement inflammable et explosif à haute température, utilisé entre autres comme bombe incendiaire de tempête de feu de guerre, qui interdit toute forme de soudage de l'époque). La carrosserie est donc constituée de deux demi-coques et d'ailes rivetées entre elles par 1 200 rivets, avec des bords relevés en arête dorsale caractéristique et emblématique du modèle, avec arrière fastback, et radiateur-calandre en forme de célèbre fer à cheval Bugatti (plat, contrairement à ceux en V des trois Atlantic). Ses performances d’élite, ses formes futuristes spectaculaires pour l'époque, et ses matériaux ultra inflammables et explosifs, lui valent son nom d'« Aérolite » (météore ou bolide).

Quelques Atlantic, Atalante, speedster modifié, réplique
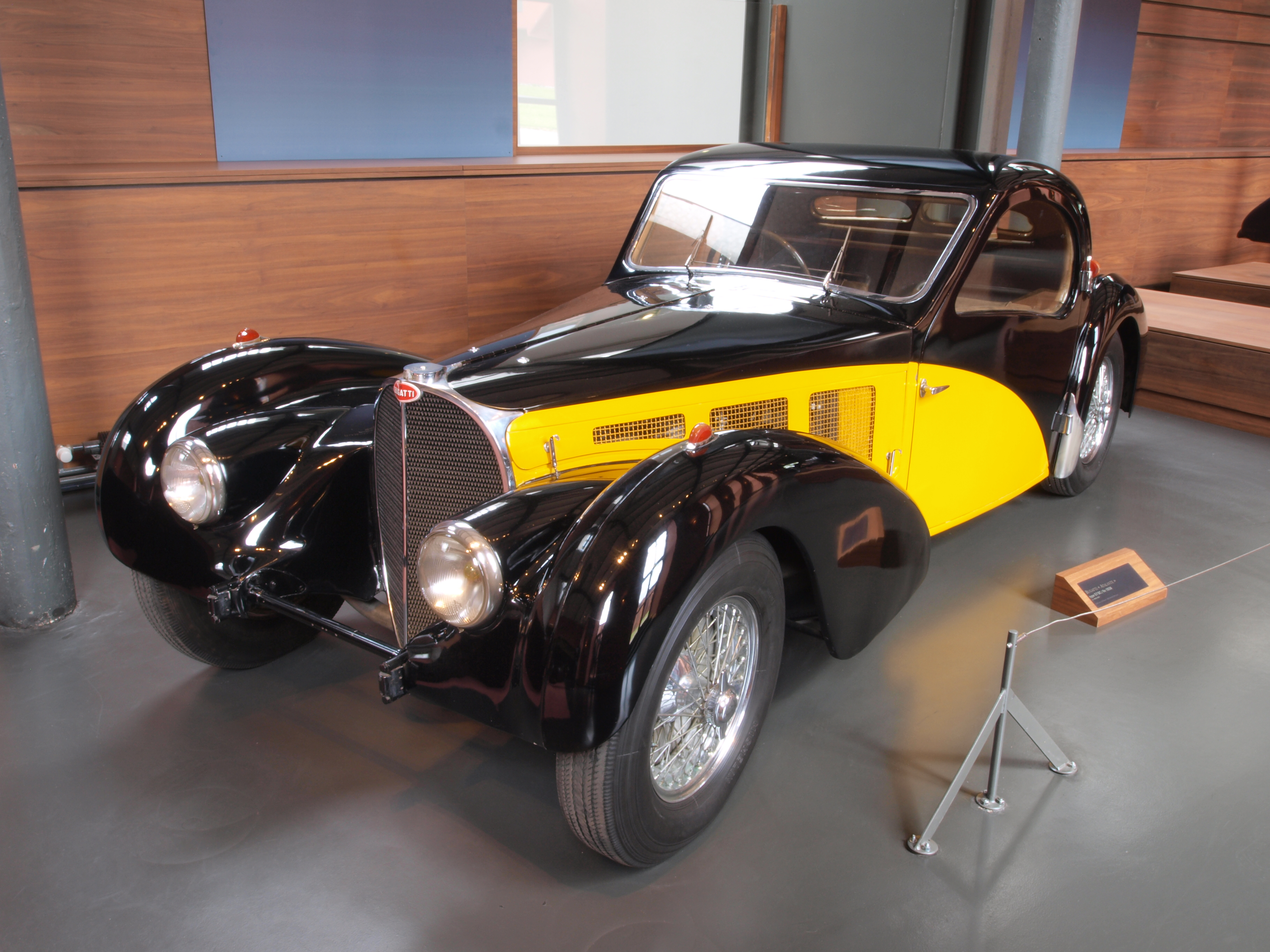
57SC Atalante (musée national de l'Automobile de Mulhouse)
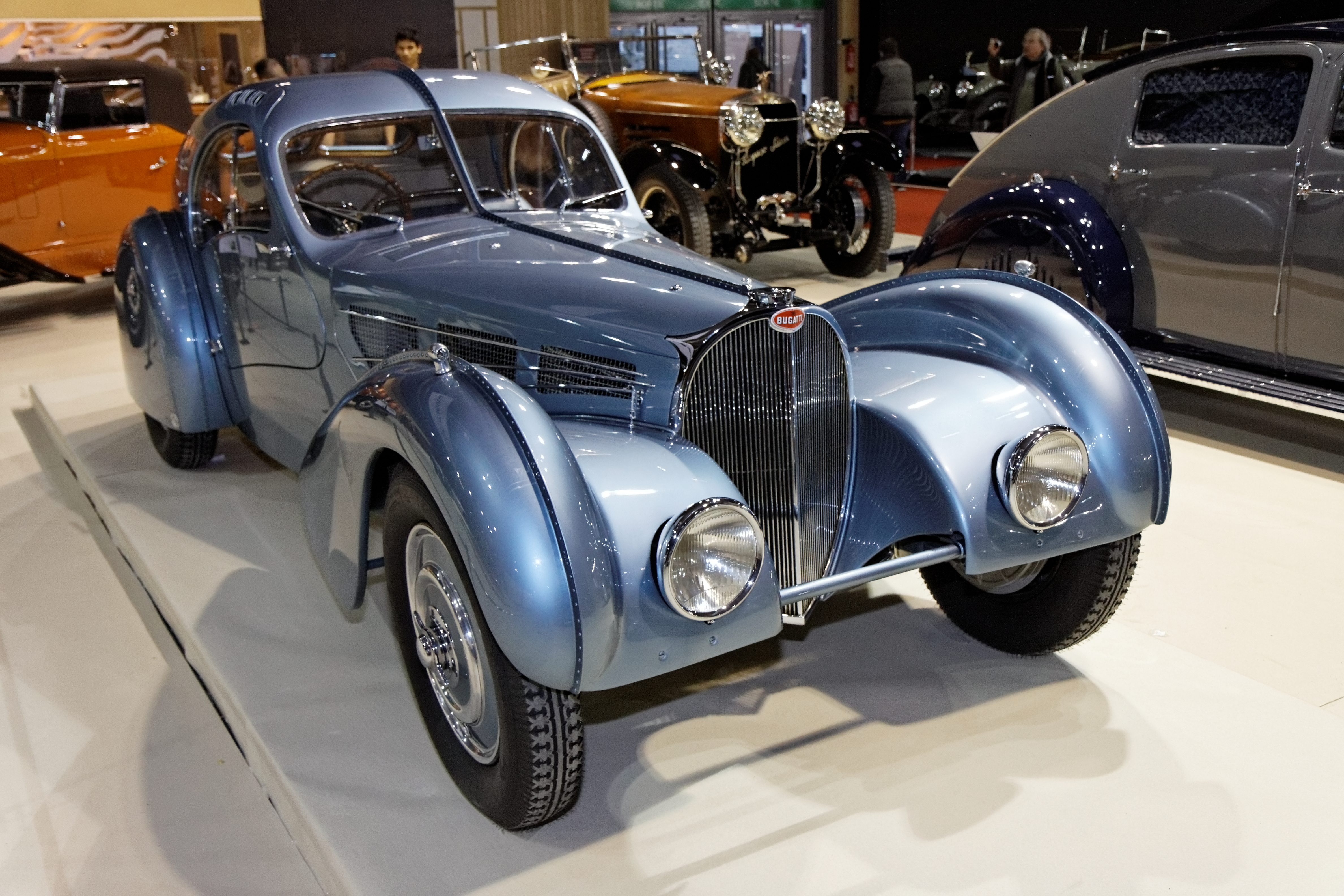
1re 57 Atlantic 1936 (châssis n°57374, Collection Peter Mullin)
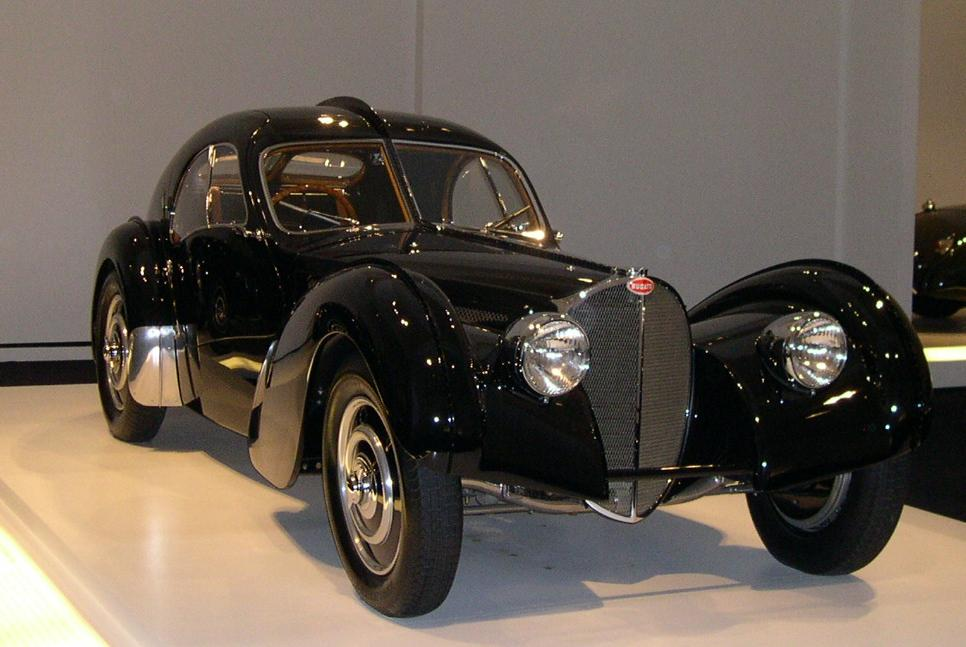
4e 57 Atlantic 1938 (châssis n°57591, Collection automobile de Ralph Lauren)
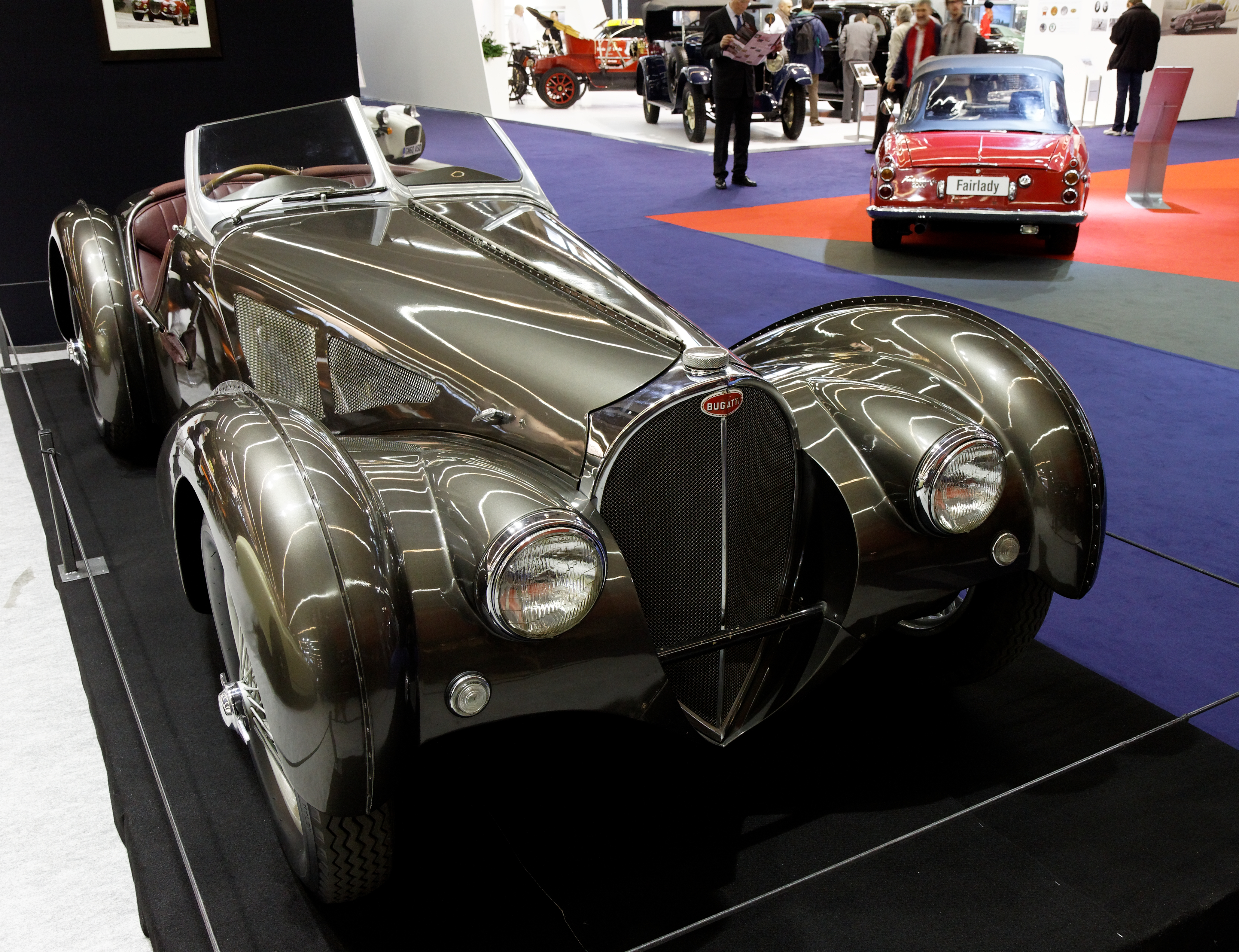
57 Atlantic Speeder modifié (Type 57 Galibier) Rétromobile 2011

Elle est déclinée en série de 4 Bugatti Type 57 Atlantic, et de 17 Bugatti Type 57 Atalante (construites en aluminium) ainsi que plusieurs modèles de la gamme Type 57. Elle a probablement également inspiré les Cord 810/812 (1936), Talbot-Lago T150-C SS « Goutte d’eau » Figoni & Falaschi (1937), Hispano-Suiza H6 C Xenia Dubonnet (1938), et autres Chrysler Atlantic (1995). Le prototype a mystérieusement disparu de l'usine Bugatti de Molsheim vers 1939, à l'aube de la seconde Guerre mondiale, recherché sans succès depuis. 

## Bugatti Type 51 Dubos
L'homme d'affaires parisien André Bith achète la Bugatti Type 51 n°51133 de 1931, victorieuse du Grand Prix automobile de France 1931 avec le pilote Bugatti Louis Chiron. Il fait modifier sa carrosserie en 1937 en Bugatti Type 51 Dubos, modèle unique, par le carrossier parisien Louis Dubos, très inspirée de celle de la Bugatti Aérolithe de 1935. 

Bugatti Type 51 Dubos (1937)
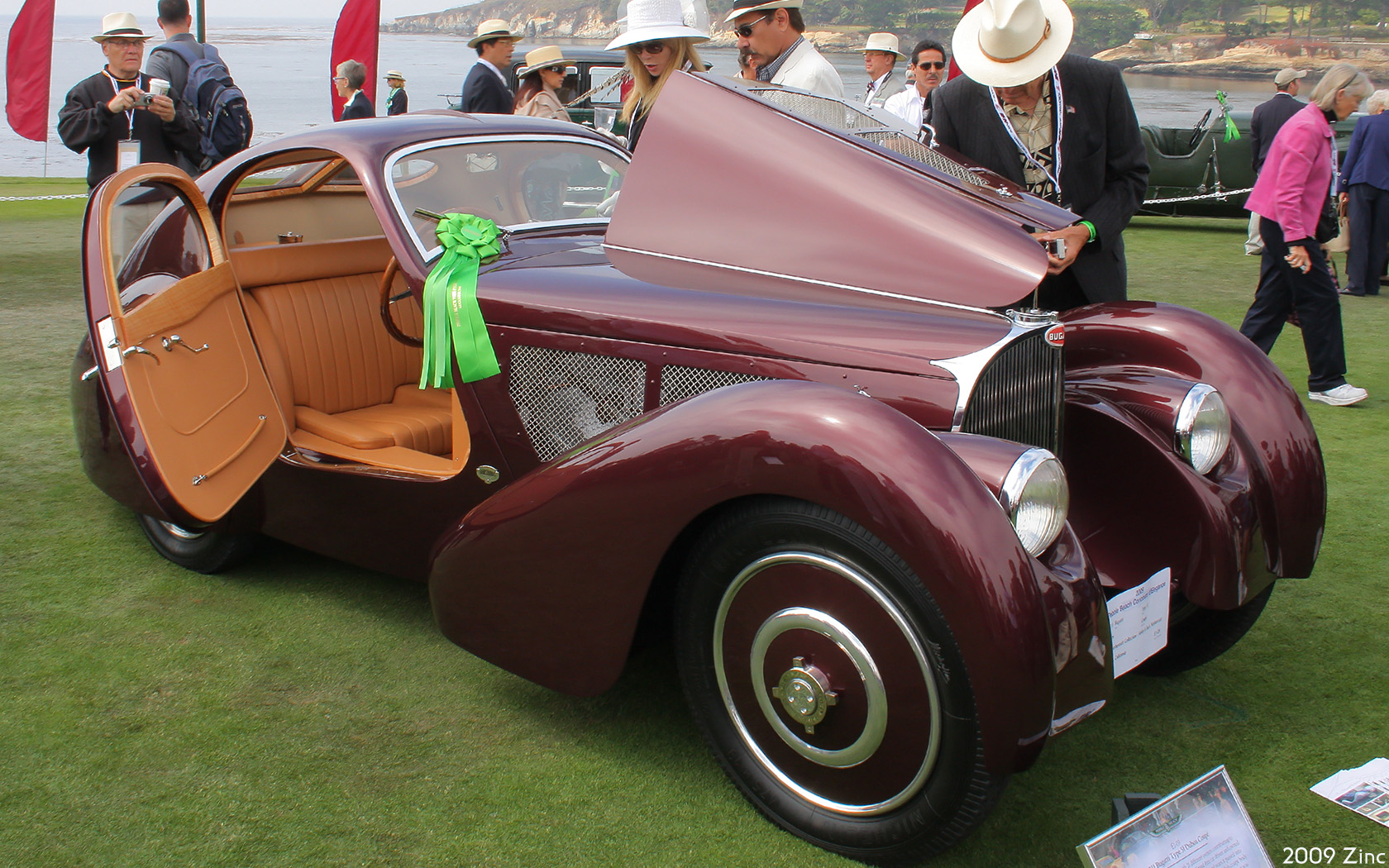
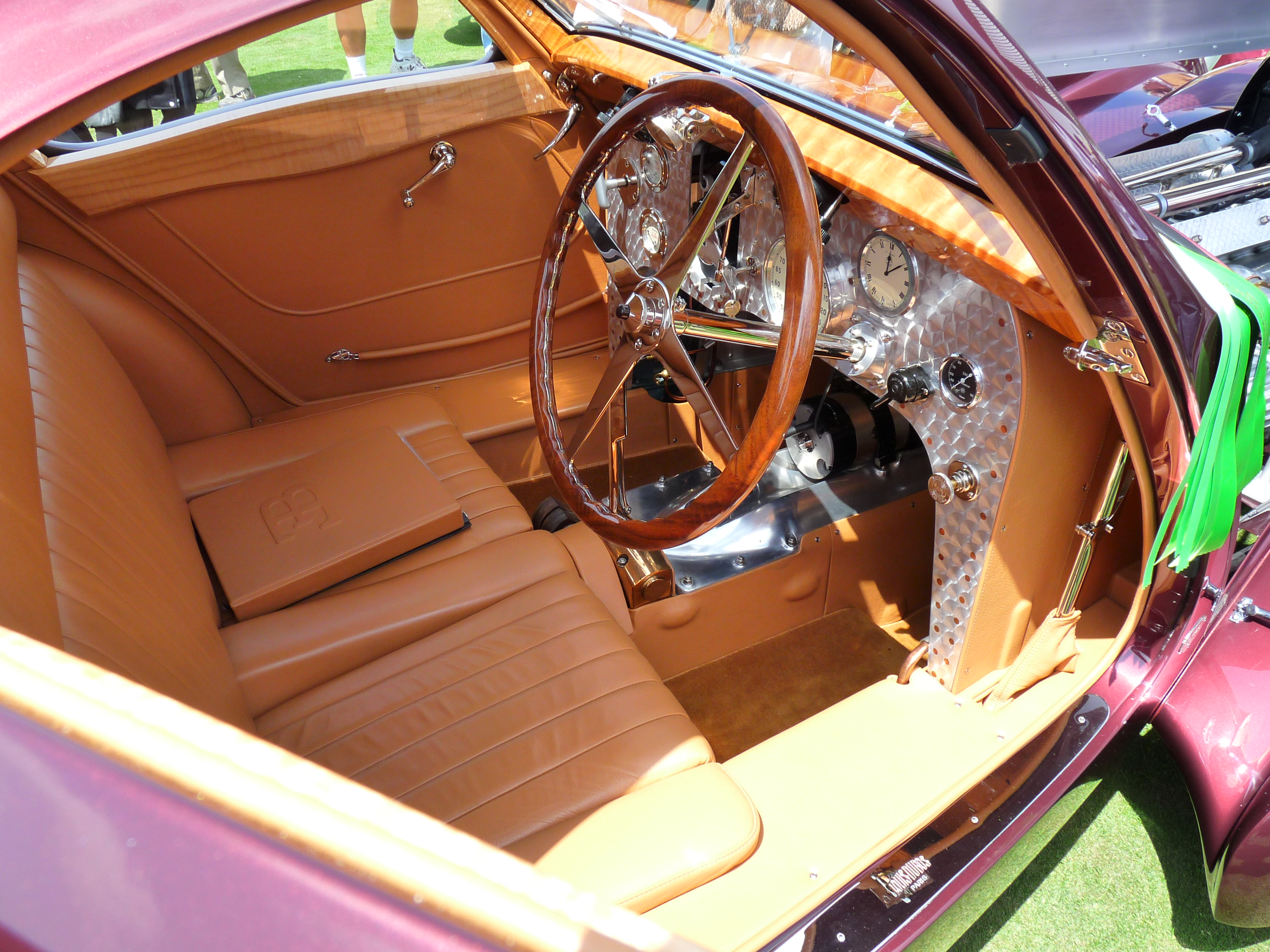
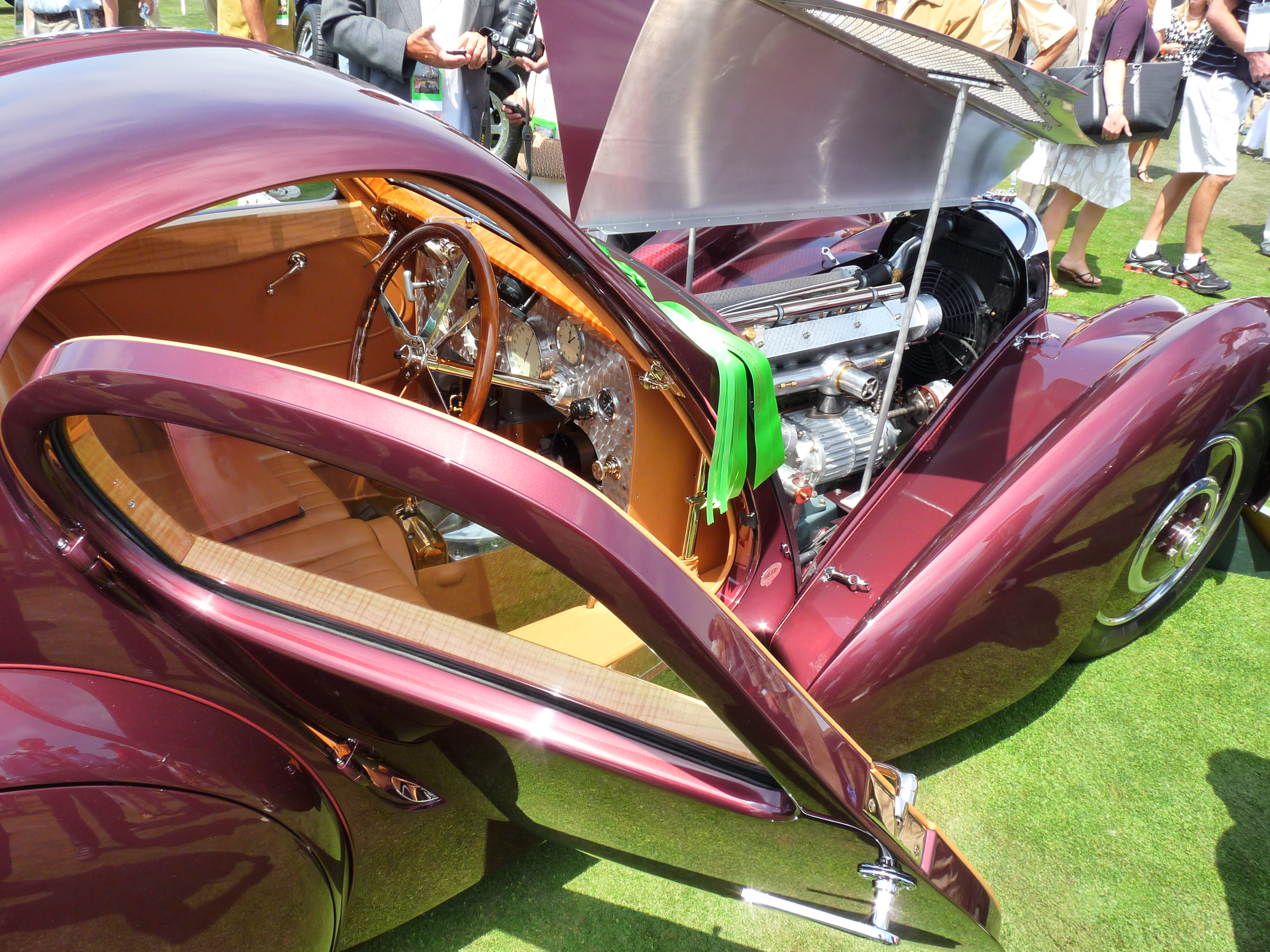
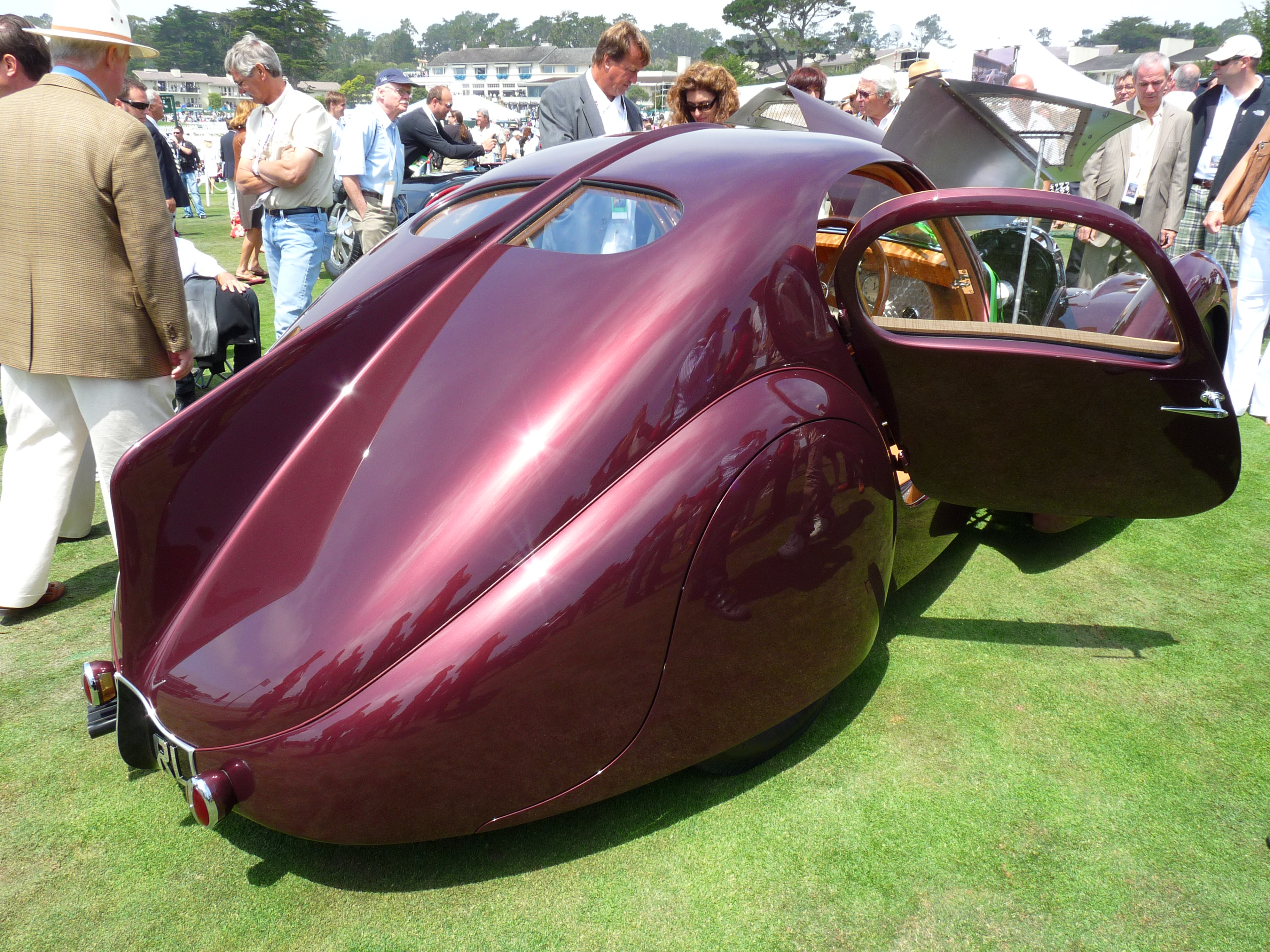

Elle appartient à ce jour à la Nethercutt Collection (en) de Los Angeles en Californie.

## Hommage
Le modèle unique Bugatti La Voiture Noire, inspiré entre autres d'un modèle 57 SC Atlantic noir, estimé au prix record mondial de plus de 11 millions €, est présenté au salon international de l'automobile de Genève 2019, sur une base de Bugatti Chiron, pour célébrer les 110 ans de la marque.

## Reconstitutions
Les deux passionnés de Bugatti David Grainger (en) (président-fondateur canadien de « La Guilde des restaurateurs automobiles » et Christopher Ohrstrom, mécène et président du World Monuments Fund, ont présenté en 2013 (après 7 ans de travaux) une reconstitution artisanale aussi fidèle que possible, couleur « crème de menthe » à partir des plans et photos du modèle original, sur la base du châssis-moteur Bugatti Type 57 n°57104. Elle est présentée avec succès dans de nombreuses expositions mondiales, et estimée à 3 millions €,,. 

Réplique de Bugatti Aérolithe n°57104 de 2013
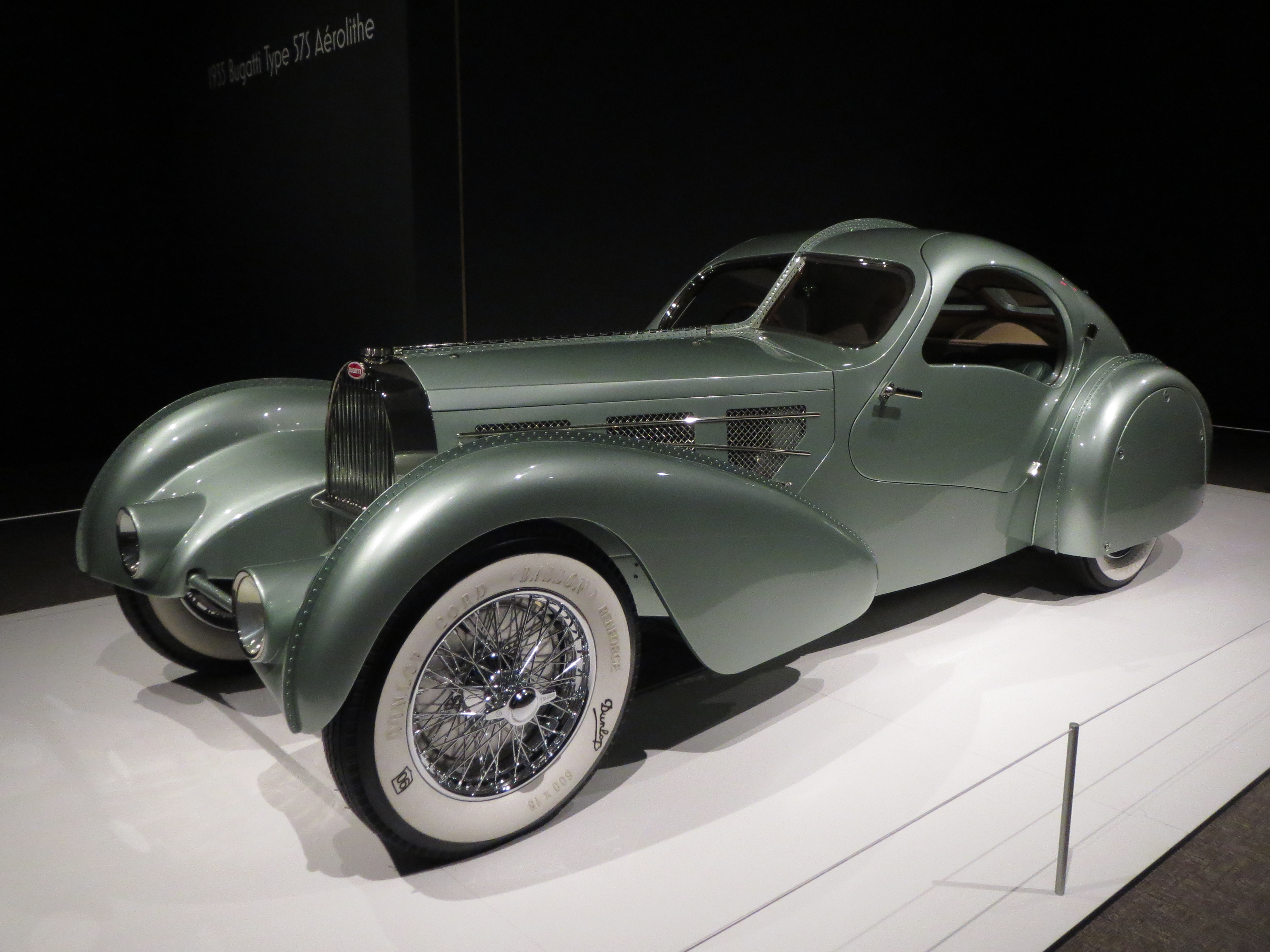
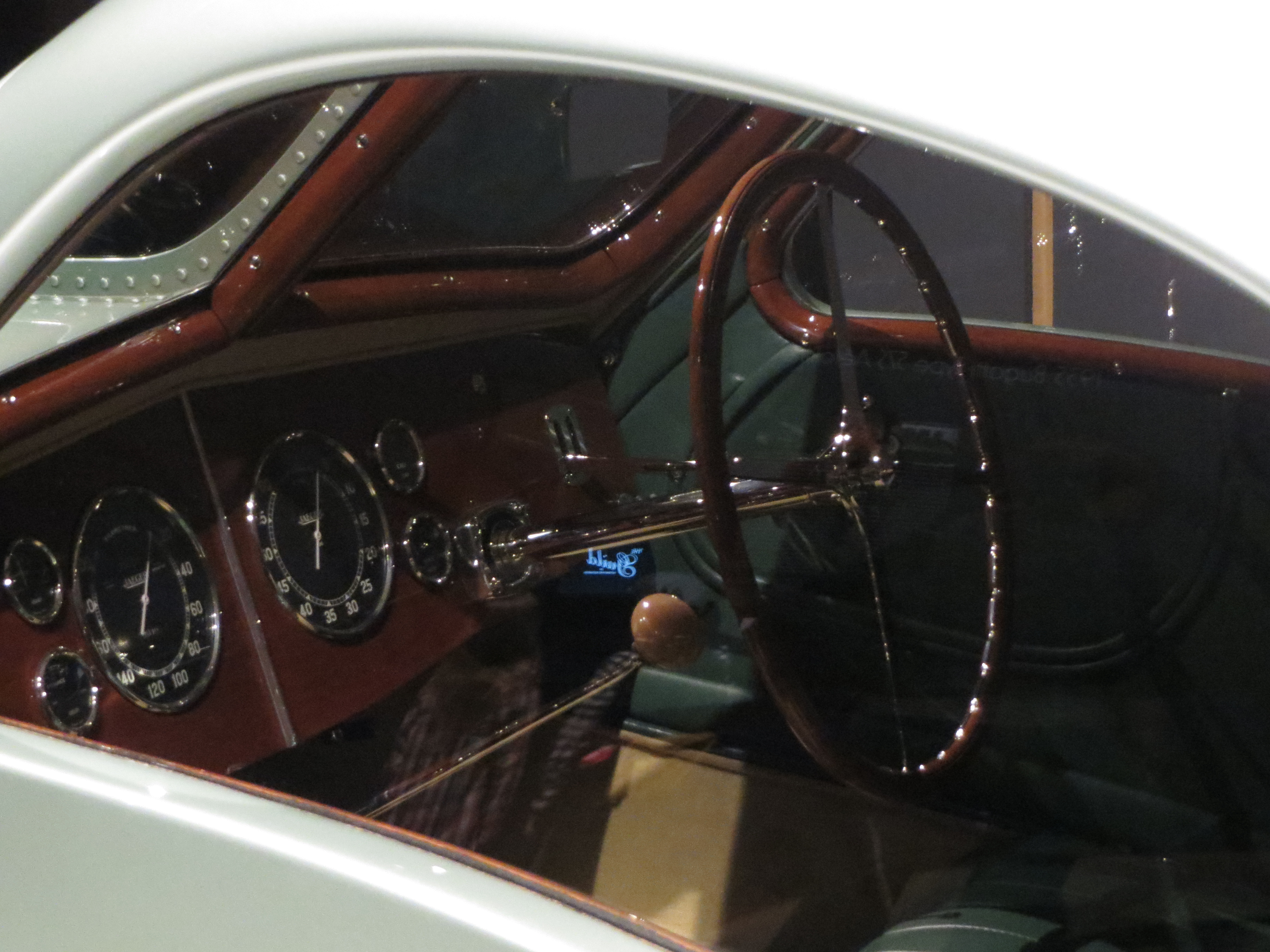
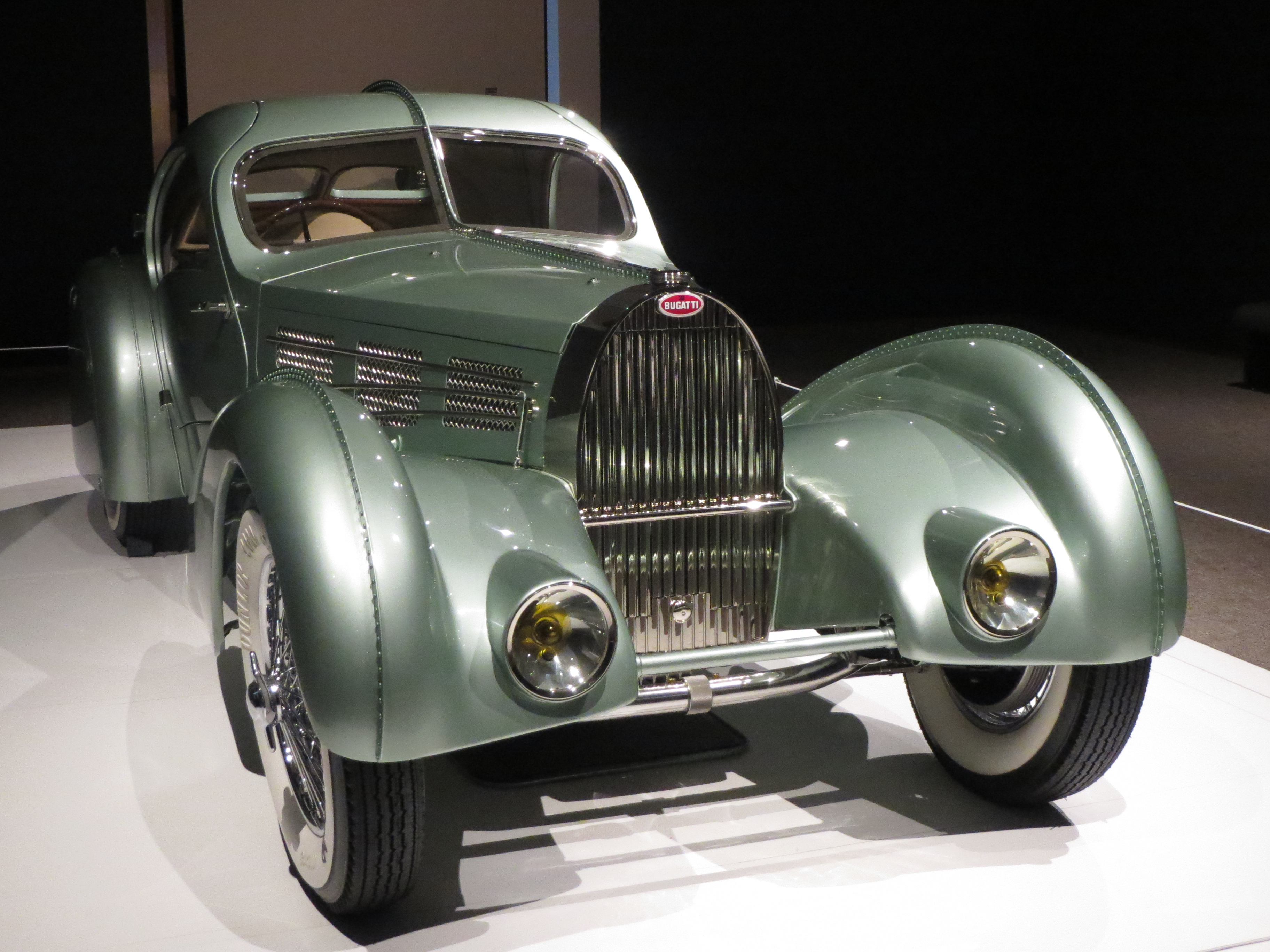
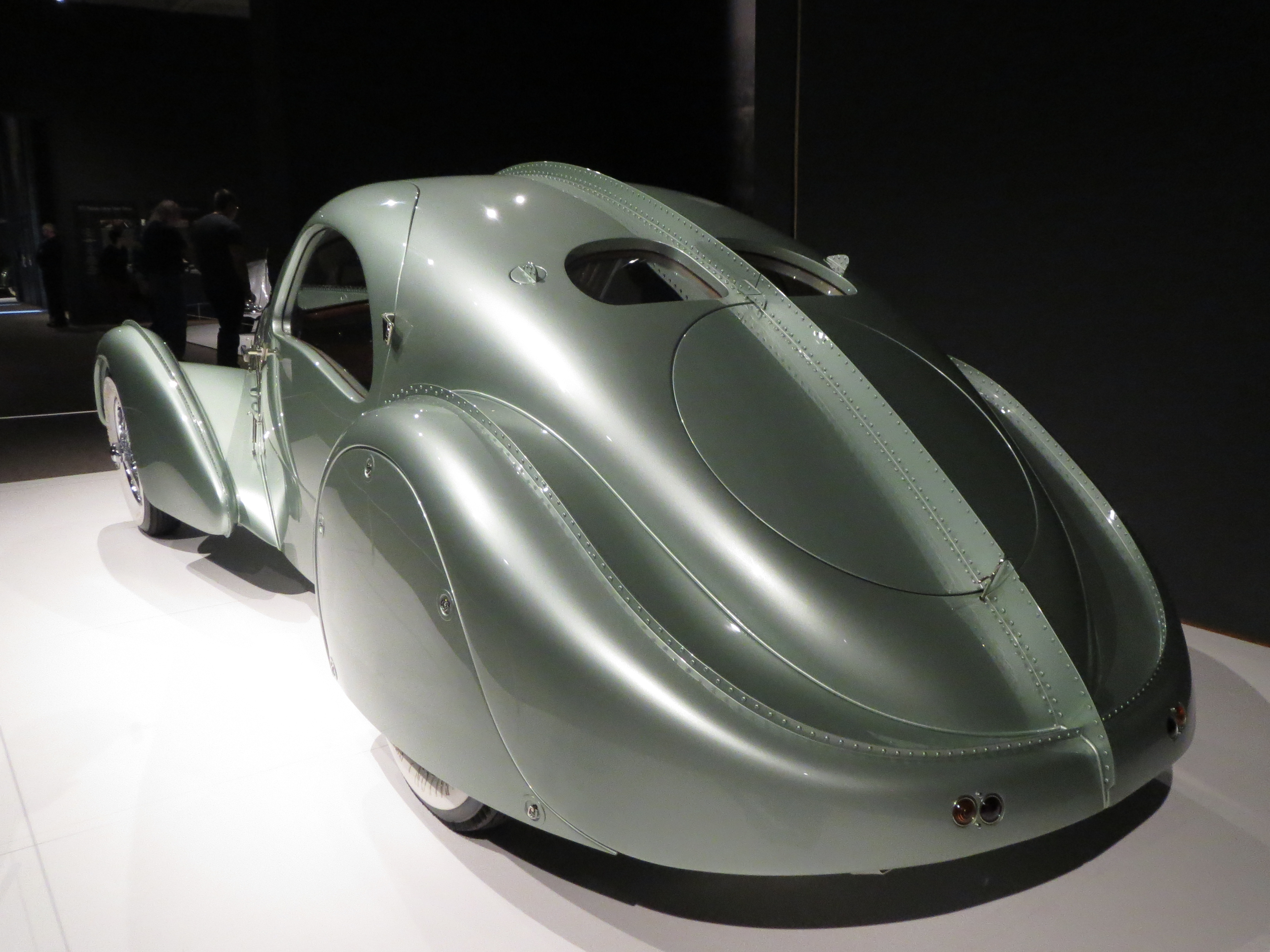

Une seconde reconstitution de 2005 est réalisée par un spécialiste allemand à partir d'un châssis-moteur Type 57 Letourneur & Marchand n°57645.  